# Fratia gaditana
Fratia gaditana is een eenoogkreeftjessoort uit de familie van de Fratiidae. De wetenschappelijke naam van de soort is voor het eerst geldig gepubliceerd in 1998 door Ho, Conradi & López-González.